# Rhopalogaster araujoi
Rhopalogaster araujoi là một loài ruồi trong họ Asilidae. Rhopalogaster araujoi được Carrera miêu tả năm 1952. Loài này phân bố ở vùng Tân nhiệt đới.